# Raymond van Barneveld
Raymond van Barneveld (Den Haag, 20 april 1967) – bijgenaamd Barney – is een Nederlands professioneel darter. Hij begon zijn carrière als WDF/BDO-speler en stapte in 2006 over naar de Professional Darts Corporation (PDC). Hij is vijfvoudig wereldkampioen: vier keer bij de British Darts Organisation (BDO) en een keer bij de PDC. Ook won hij drie keer de wereldbekertitel bij de World Darts Federation (WDF) - in 1997, 1999 en 2003 - en een keer de Europese titel bij de WDF in 2004. Van Barneveld is een van in totaal vier spelers die zowel bij de BDO als PDC wereldkampioen zijn geworden en de enige die de wereldtitel bij de BDO, PDC én de WDF won. Daarnaast won hij verscheidene televisietoernooien (26 in totaal), stond hij bij zowel de BDO als de PDC eerste op de wereldranglijst en was hij de eerste speler die op het PDC World Darts Championship een 9-darter gooide. In koppelverband won Van Barneveld tweemaal de WDF Europe Cup (eenmaal met Co Stompé en eenmaal met Vincent van der Voort), eenmaal de WDF World Cup (met Vincent van der Voort) en viermaal de PDC World Cup of Darts (eenmaal met Co Stompé en driemaal met Michael van Gerwen), allen onder de vlag van Nederland. Ook won Van Barneveld eenmaal de PDC World Pairs met Roland Scholten. Gekeken naar gewonnen major-toernooien of carrièreverdiensten is Van Barneveld de succesvolste speler in de BDO-geschiedenis.
Van Barneveld was voorheen postbode van beroep bij de PTT. In 1995 verloor hij de finale van het BDO World Darts Championship van Richie Burnett. In 1998 stond hij wederom tegenover Burnett in de finale, maar deze keer won hij wel. Van Barnevelds sportieve successen hebben gezorgd voor een stijging van de populariteit van het darten in Nederland. Op 17 oktober 2007 verscheen een geautoriseerde biografie over hem.

## BDO-carrière

### 1984 - 1994
Van Barneveld speelde sinds 1984 darts en boekte vooral nationaal zijn eerste successen. Zijn eerste titel was de Open Rotterdam, die hij dat jaar op amper 17-jarige leeftijd won.
In juli 1987 bereikte Van Barneveld de halve finales van de Open België.
In februari 1988 haalde Van Barneveld de halve finales van de Open Nederland, waarin hij verloor van de latere winnaar, de Amerikaan Steve Brown.
In september 1990 nam Van Barneveld deel aan de Open België, en hij reikte daarin tot de kwartfinales. Later die maand nam Van Barneveld deel aan zijn eerste grote toernooi. Dit was de WDF Europe Cup, het officiële Europese kampioenschap van de WDF. Van Barneveld verloor in de kwartfinales van regerend wereldkampioen en toekomstig rivaal Phil Taylor met 4-2 in sets.
Vanwege zijn goede prestaties op de WDF Europe Cup en in het bijzonder zijn wedstrijd tegen Phil Taylor kreeg Van Barneveld een wildcard voor de Embassy van 1991, het officieuze wereldkampioenschap van de BDO. Hij verloor daarin echter al in de eerste ronde van de Australiër Keith Sullivan.
In maart haalde Van Barneveld de kwartfinales van de Open Duitsland en in juni de halve finales van de Open Zwitserland. Op het singles-evenement van de Spring Cup 1991 behaalde hij goud. Van Barneveld had echter niet voldoende rankingpunten behaald om zich te kunnen kwalificeren voor de Embassy in januari 1992.
Het lukte Van Barneveld wel om zich te plaatsen voor het Embassy Wereldkampioenschap van 1993. Hij won zijn eerste rondepartij tegen Graham Miller met 3-2, en werd daarmee de eerste Nederlander die een wedstrijd op het Lakeside-podium had gewonnen. In de tweede ronde moest hij aantreden tegen de als zesde geplaatste tweevoudig wereldkampioen John Lowe. Ondanks een 170-finish van Van Barneveld won Lowe de wedstrijd met 3-2, en zou vervolgens ook voor de derde maal in zijn carrière wereldkampioen worden.
Later dat jaar verlieten vele topspelers, onder wie Phil Taylor en Dennis Priestley, de BDO voor hun eigen nieuwe bond, genaamd de WDC (World Darts Council, tegenwoordig PDC, Professional Darts Corporation, genoemd). Van Barneveld bleef toen echter nog trouw aan de BDO.
Ondanks het feit dat vele topspelers de BDO hadden verlaten lukte het Van Barneveld niet om zich te kwalificeren voor de Embassy van 1994.
In 1994 haalde Van Barneveld zijn allereerste finale van een international WDF-toernooi. Dit was de finale van de Open Finland, die hij uiteindelijk verloor van Andy Fordham.

### 1995 – eerste Embassy-finale
Van Barneveld wist deelname af te dwingen voor de Embassy van 1995, en reikte daar tot zijn allereerste WK-finale. Hij versloeg achtereenvolgens Les Wallace (3-2), Dave Askew (3-0), Colin Monk (4-2) en Martin Adams (5-4). In de finale verloor Van Barneveld van Richie Burnett met 6-3.
Later dat jaar werd Van Barneveld Nederlands kampioen, won hij de Open Finland en de European Grand Masters.
Op het prestigieuze Winmau World Masters bereikte Van Barneveld de halve finales, waarin hij wederom zijn meerdere moest erkennen in Richie Burnett.

### 1996
In januari 1996 was Van Barneveld als vijfde geplaatst voor de Embassy. Hij won zijn partij in de eerste ronde van de Vlaming Leo Laurens met 3-0. In de tweede ronde verloor hij echter verrassend met 3-1 van de ongeplaatste Engelsman Matt Clark.
Later dat jaar won Van Barneveld het Open België.
Op de Winmau World Masters bereikte Van Barneveld de laatste 16, waarin hij verloor van Les Wallace.

### 1997 – World Cup Singles-kampioen en wereldkampioen koppels PDC
In september nam Van Barneveld deel aan de WDF World Cup, het officiële WK van de WDF voor landenteams, bestaande uit drie evenementen: singles, koppels en teams. Van Barneveld boekte daar zijn grootste individuele prestatie tot dan toe door de World Cup Singles op zijn naam te schrijven. In de finale werd met 4-2 in legs gewonnen van de Australiër Peter Hinkley.
Van Barneveld behaalde samen met Stompé, Scholten en Stok een bronzen medaille bij de World Cup Teams. In het uiteindelijke klassement eindigde Nederland ook met een bronzen medaille.
Later dat jaar won Van Barneveld de Open Denemarken en de Open Noorwegen.
In oktober deed Van Barneveld samen met Roland Scholten "per ongeluk" als BDO-speler mee aan het PDC-wereldkampioenschap voor koppels genaamd Golden Wonder World Pairs Championship, gehouden in Bognor Regis (ze hadden zich eigenlijk ingeschreven voor een nabijgelegen BDO-toernooi, maar liepen het verkeerde evenement binnen). Ze plaatsten zich via het kwalificatietoernooi gehouden in Blackpool. Het toernooi bestond uit drie rondes, waarvan de eerste twee poulefasen waren. In de eerste poule wonnen Van Barneveld en Scholten allereerst met 6-5 van Peter Evison en Peter Manley. De tweede partij werd echter met 6-3 verloren van John Lowe en Cliff Lazarenko. In de derde klopten ze Dean Alsop en Mark Robinson dan weer met 6-3. In de tweede poule wonnen Van Barneveld en Scholten driemaal met ruime cijfers van respectievelijk Phil Taylor en Bob Anderson (6-2), Keith Deller en Jamie Harvey (6-0), en Richie Gardner en Paul Lim (6-2).
In de finale namen Van Barneveld en Scholten het op tegen Rod Harrington en Richie Burnett. Na tussentijdse voorsprongen van 5-0, 8-2 en 10-5 stond het 17-15 in het voordeel van Van Barneveld en Scholten. Van Barneveld haalde toen met een symbolische dubbel twee de wereldtitel voor koppels binnen (18-15), en het duo volgde daarmee Phil Taylor en Bob Anderson op als toernooiwinnaars. Van Barneveld en Scholten zijn daarmee ook de laatste winnaars van het toernooi, omdat het in 1998 vervangen werd door de World Grand Prix.
Ook werd Van Barneveld in 1997 voor het eerst in zijn carrière nummer één van de wereld op de ranglijst van de BDO.

### 1998 – Embassy-kampioen
In 1998 stond de als eerste geplaatste Van Barneveld opnieuw in de finale van de Embassy, na zeges op onder anderen Andy Fordham en Steve Beaton. Zijn opponent in de finale was wederom Richie Burnett. De partij zou de geschiedenis ingaan als een klassieker en een van de spannendste Embassy-finales tot dan toe. Na een stand van 5-5 in sets won Van Barneveld de beslissende set in de tiebreak met 4-2, en had hij zo eindelijk zijn revanche kunnen nemen op de Welshman. Dankzij deze overwinning werd Van Barneveld nummer één van de wereld op de ranglijst van de WDF.
Na de Embassy-finale volgde succes voornamelijk buiten het bereik van de televisiecamera's: Van Barneveld won de Open Canada (singles en koppels met Co Stompé), de Open Zweden en de British Open.

### 1999 – succesvol als titelverdediger
In januari begon Van Barneveld als titelverdediger en nummer één van de wereld aan de Embassy. Achtereenvolgens versloeg hij Sean Palfrey (3-0), voormalig wereldkampioen Les Wallace (3-2), Steve Duke sr. (5-1) en Chris Mason (5-2). In de finale klopte Van Barneveld de ongeplaatste Engelsman Ronnie Baxter met 6-5 en een gemiddelde van 31,55 per dart. Barney had wederom een tiebreak nodig voordat hij de titel naar zich toe kon trekken, en die won hij ook weer met 4-2. Van Barneveld werd daarmee de eerste speler na dartlegende Eric Bristow die zijn wereldtitel bij de BDO met succes wist te verdedigen. De finale werd in Nederland uitgezonden door SBS6 en bekeken door vier miljoen mensen.
In mei van dat jaar won Van Barneveld het eenmalig gehouden toernooi de Brandstaff Masters. Hij won al zijn groepswedstrijden en klopte in de finale Martin Adams met 5-4.
In het najaar was Van Barneveld wederom titelverdediger, ditmaal van zijn World Cup Singles titel uit 1997. Op weg naar de finale rekende hij onder meer af met de Vlaming Erik Clarys (4-1) en Mervyn King (4-3). In de finale versloeg Van Barneveld de Nieuw-Zeelander Warren Parry met 4-1, en verdedigde daarmee voor de tweede keer in 1999 met succes een grote titel. In het teamevenement en het uiteindelijke klassement behaalde Van Barneveld wederom brons.
Later dit jaar werd Van Barneveld uitgenodigd voor een zogeheten "Match of the Century" tegen Phil Taylor. Van Barneveld als tweevoudig wereldkampioen bij de BDO en Phil Taylor als zevenvoudig wereldkampioen (2x BDO en 5x PDC) moesten onderling uitmaken wie er nu echt de beste was in een wedstrijd van één uur. Die werd gespeeld op 7 november. Van Barneveld keek uit naar deze partij en had er erg hard voor getraind, maar eenmaal op het podium aangekomen kwam het er simpelweg niet uit. Hij verloor duidelijk met 10-21 in legs. Dit kwam mentaal hard aan en het zou even duren alvorens Van Barneveld zijn goede vorm weer zou weten te hervinden.
In december nam Van Barneveld deel aan de Winmau World Masters. Bij de laatste 16 verloor hij echter van Andy Jenkins.

### 2000
In januari was Van Barneveld titelverdediger en als eerste geplaatst voor de Embassy. In de eerste ronde verloor hij echter met 3-1 van de Engelsman Chris Mason, die uiteindelijk de halve finales zou halen. Mason gooide een gemiddelde van net iets boven de 100 tegenover 96,18 voor Van Barneveld.
In juni stond Van Barneveld in de halve finales van de Open Zwitserland tegen Phil Taylor: een revanchepartij. Hij speelde zeer solide (hij gooide gemiddeld 100,89 tegenover 99,93 van Taylor) en won met 2-0 in sets. Van Barneveld zelf noemt dit een van zijn belangrijkste overwinningen in zijn carrière,, en dit zou een ommekeer inluiden. Hij won het toernooi door in de finale de Engelsman Nick Gedney te verslaan.
In september nam Van Barneveld deel aan de WDF Europe Cup. In het singles-evenement verloor hij bij de laatste 64. Voor het koppels-evenement speelde hij samen met Co Stompé. In de finale klopten ze het duo Mervyn King en Ted Hankey met 4-3.

### 2001 - 2002
Van Barneveld bereikte de kwartfinales van de Embassy, waarvoor hij als tweede was geplaatst. Na overwinningen op Gary Robson en voormalig wereldkampioen Steve Beaton verloor hij met 5-4 van de winnaar uit 2000, Ted Hankey. In december wist Van Barneveld voor het eerst in zijn carrière het prestigieuze Winmau World Masters te winnen door in de finale de Fin Jarkko Komula te verslaan met 4-2. Onderweg naar de finale had Van Barneveld onder meer afgerekend met Richie Burnett en Wayne Mardle.
In 2002 was Van Barneveld als vijfde geplaatst voor de Embassy. In de eerste ronde versloeg hij Bobby George met 3-1 en een gemiddelde van 33,61 per dart (100,83). In de tweede ronde klopte hij de Vlaming Erik Clarijs met 3-0 en een gemiddelde van 33,57 (100,71). In de kwartfinales verloor hij echter in een hoogstaande wedstrijd van Mervyn King met 5-3. Van Barneveld gooide een gemiddelde van 33,70 (101,10) tegen 33,89 (101,67) voor King. Van Barnevelds toernooigemiddelde was 100,88.
Van Barneveld was titelverdediger bij de Winmau World Masters, maar verloor bij de laatste 32 van de latere winnaar, Mark Dudbridge.

### 2003 – terugkeer kampioensvorm
In januari was Van Barneveld als tweede geplaatst voor de Embassy, achter de Australiër en regerend wereldkampioen Tony David. Hij had voorafgaand aan het toernooi gezegd graag voor een derde keer wereldkampioen te willen worden en had hier ook zijn zinnen op gezet. In de eerste ronde nam Van Barneveld het op tegen Matt Clark, en won met 3-1. In de tweede ronde versloeg Van Barneveld John Burton met 3-0. In de kwartfinales versloeg hij overtuigend de Vlaming Erik Clarijs met 5-1 en een gemiddelde van 33,61 (100,83). In de halve finales wachtte Mervyn King, van wie Van Barneveld het voorgaande jaar nog met 5-3 had verloren. Ditmaal was hij echter de sterkste: 5-2. In de finale won Van Barneveld met 6-3 van Ritchie Davies. Dankzij deze derde wereldtitel kwam Van Barneveld op gelijke hoogte met John Lowe, die in 1979, 1987 en 1993 de Embassy op zijn naam had geschreven. Enkel Eric Bristow won tot dan toe het toernooi vaker, namelijk vijf keer. Met deze overwinning heroverde Van Barneveld tevens de nummer 1-positie.
2003 zou een van Van Barnevelds meest succesvolle jaren uit zijn carrière worden. In mei schreef hij de eerste editie van de International Darts League op zijn naam door in de finale af te rekenen met alweer Mervyn King. In september won Van Barneveld de tweede editie van de World Darts Trophy door in de finale opnieuw Mervyn King te verslaan (met 6-2), en dit met een gemiddelde van 104.91. In oktober won Van Barneveld zijn vierde grote titel op rij door de WDF World Cup Singles voor de derde maal op z'n naam te schrijven. In de finale klopte hij Ritchie Davies met 4-3.
In september bereikte Van Barneveld voor de vijfde maal op rij de finale van een "major". In de finale van de Winmau World Masters werd hij verslagen door de Engelsman Tony West met 7-6 na darts voor de wedstrijd te hebben verkwanseld. Door deze nederlaag miste Van Barneveld de kans om alle grote BDO- en WDF-toernooien in één kalenderjaar te winnen.
In november won hij de Open Zweden. In december won Van Barneveld het op televisie uitgezonden Zuiderduin Masters. In een eenzijdige finale rekende hij voor de vierde maal dat jaar af met Mervyn King.

### 2004 - 2005
In januari 2004 was Van Barneveld als eerste geplaatst voor de Lakeside. In zijn kwartfinale baarde hij opzien door het hoogste wedstrijdgemiddelde in de geschiedenis van het toernooi te gooien: in zijn 5-1-overwinning op John Walton gooide Van Barneveld een gemiddelde van 103,83 per drie darts. Het vorige record stond op naam van Dennis Priestley, die in 1993 in zijn eersterondepartij tegen Jocky Wilson een gemiddelde van 102,63 had laten noteren. In de halve finales werd Van Barneveld echter uitgeschakeld door de latere winnaar: Andy Fordham.
In mei 2004 schreef Van Barneveld de tweede editie van de International Darts League op zijn naam. In de finale versloeg hij de Australiër Tony David met 13-5 en een gemiddelde van 101,64. In september won Van Barneveld voor de tweede keer de World Darts Trophy. In de finale werd Martin Adams geklopt met 6-4.
In oktober 2004 nam Van Barneveld deel aan de WDF Europe Cup, de officiële Europese kampioenschappen darts voor landenteams. Vergelijkbaar met de WDF World Cup bestaat het toernooi uit een singles-, een koppels- en een teams-evenement.
Van Barneveld won de WDF Europe Cup Singles door in de finale met 4-2 af te rekenen met Robert Wagner uit Noorwegen. Op weg naar de finale had Van Barneveld onder meer afgerekend met Mervyn King en Jarkko Komula. Samen met Vincent van der Voort won Van Barneveld ook het koppels-evenement door in de finale het Engelse duo Mervyn King en Martin Adams te verslaan met 4-3. In de halve finales werd afgerekend met het Schotse koppel Mike Veitch en Gary Anderson. Bij het team-evenement werd Nederland uitgeschakeld in de kwartfinales. In het eindklassement won het land wel de gouden medaille. Door de singles-titel op zijn naam te schrijven had Van Barneveld alle "majors" van de BDO en WDF (Lakeside World Championship, Winmau World Masters, World Cup Singles, Europe Cup Singles, International Darts League en de World Darts Trophy) minstens eenmaal gewonnen.
Van Barneveld keerde succesvol terug op de Embassy 2005: nadat hij in de eerste drie rondes geen set had verloren tegen respectievelijk Gary Anderson, Mike Veitch en Vincent van der Voort, bereikte Van Barneveld de finale na een 5-3-overwinning op Darryl Fitton. Daarin bleek Martin Adams geen partij te zijn voor hem: hij won eenvoudig met 6-2.
In februari van dat jaar deed Van Barneveld mee aan de Masters of Darts, een invitatietoernooi waarin twee teams, één team bestaande uit BDO-spelers en een tweede team bestaande uit PDC-spelers, het tegen elkaar op moesten nemen, met als publiekstrekker de wedstrijd tussen Van Barneveld en Taylor. De twee best presterende spelers van elk team zouden doorgaan naar de halve finales. Van Barneveld begon aan dit toernooi met een nieuw soort dart, genaamd de tri-fin, die kort voor het toernooi op de markt was gebracht door Ad Schoofs, destijds zijn manager, en op dit toernooi gepromoot moest worden door Barney. Hij kon echter niet imponeren met deze darts. Na twee moeizame overwinningen op Roland Scholten en Colin Lloyd werd Van Barneveld pijnlijk met 4-0 verslagen door Phil Taylor in een kwalitatief teleurstellende wedstrijd. In zijn laatste groepswedstrijd greep Van Barneveld weer terug naar zijn oude darts en won met 4-3 van Wayne Mardle. In de halve finale stond Van Barneveld wederom tegenover Taylor, maar verloor ditmaal, wederom in een kwalitatief teleurstellende wedstrijd, met 5-2. De tri-fin werd datzelfde jaar nog van de markt gehaald.
Succes bleef uit op de International Darts League 2005 en World Darts Trophy 2005. Wel wist Van Barneveld in september 2005 de Pacific Masters te winnen door overwinningen op onder anderen Simon Whitlock (5-1) en Paul Hanvidge (6-4). In oktober 2005 won Van Barneveld voor de twee keer in zijn carrière de Winmau World Masters. Vanaf de kwartfinales won Van Barneveld achtereenvolgens van Gary Anderson, Martin Adams en Göran Klemme.

### 2006 – laatste BDO-toernooien

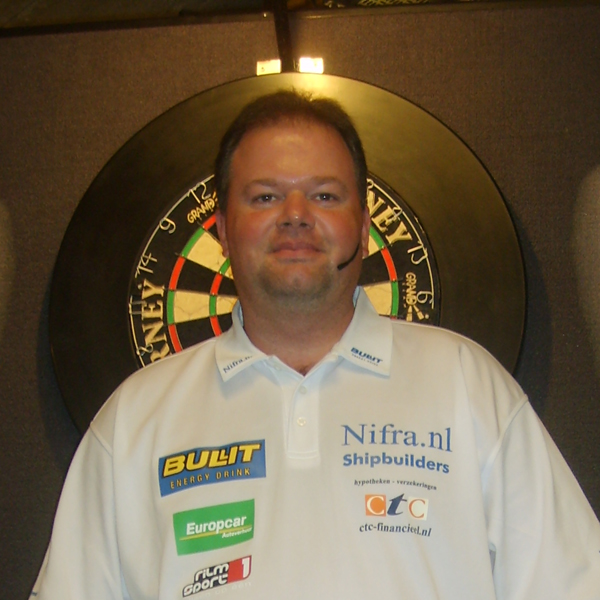
Van Barneveld in 2006

In 2006 speelde Van Barneveld precies 15 jaar bij de BDO (geteld vanaf zijn Embassy-debuut in januari 1991). In deze 15 jaar had Van Barneveld 4 maal de wereldtitel veroverd, 3 maal individueel goud behaald op de WDF-wereldbekerkampioenschappen, 1 maal individueel goud op de Europese bekerkampioenschappen van diezelfde WDF en in totaal 6 "major"-titels, waar hij later dat jaar als PDC-speler ook nog zijn derde International Darts League-titel aan toe zou voegen. Ook had Van Barneveld viermaal de Zuiderduin Masters op zijn naam geschreven, dat sinds 2008 tot de categorie "majors" behoort.
In januari ging Van Barneveld, als derde geplaatst, op jacht naar zijn vijfde Lakesidetitel. Daarmee zou hij het record van wijlen dartslegende Eric Bristow evenaren. Na zeges op achtereenvolgens Brian Sørensen, Gary Anderson, Tony O'Shea en Martin Adams trof Van Barneveld in de finale verrassend zijn landgenoot Jelle Klaasen. In een spannende, maar wispelturige wedstrijd trok Klaasen uiteindelijk aan het langste eind, en won met 7-5.
Na afloop verklaarde Van Barneveld dat hij zich eenzaam en ongemakkelijk had gevoeld op het podium. Het Engelse publiek steunde immers altijd de 'underdog', en ook het Nederlandse publiek koos ditmaal partij voor Klaasen.
Eind januari won Van Barneveld nog wel de Dutch Open. In de finale klopte hij Gary Anderson. Na afloop van het toernooi maakte Barney bekend over te stappen naar de PDC.

## PDC-carrière

### 2006
Na het verlies van de Lakeside-finale in januari 2006 beraadde Van Barneveld zich over zijn toekomst. Een maand later besloot hij om over te stappen van de BDO naar de Professional Darts Corporation (PDC). Als reden hiervoor gaf hij de mogelijkheid om vaker tegen zijn rivaal Phil Taylor te kunnen spelen. Tijdens de eerste persconferentie na zijn overstap vertelde Van Barneveld dat hij voor zichzelf drie doelen had gesteld: hij wilde een 9-darter gooien, Phil Taylor verslaan en PDC-wereldkampioen worden.
Van Barneveld maakte zijn debuut als PDC-speler op de Premier League Darts 2006. Hij won zijn allereerste partij als PDC-speler van Ronnie Baxter met 8-1. In zijn partij tegen Peter Manley bewerkstelligde Van Barneveld een van zijn drie doelen door zijn allereerste op tv uitgezonden 9-darter te gooien. Later op diezelfde avond speelde hij met 7-7 gelijk tegen Taylor. Uiteindelijk plaatste Van Barneveld zich overtuigend voor de halve finales met slechts één verloren wedstrijd (8-6 in zijn tweede wedstrijd tegen Taylor) en een toernooigemiddelde van boven de 100. Hij verloor zijn halve finale vervolgens echter van landgenoot Roland Scholten.
In juni 2006 won Van Barneveld zijn allereerste PDC-major door de UK Open op zijn naam te schrijven. In de kwartfinales bewerkstelligde hij doel nummer 2 door Phil Taylor in een tv-wedstrijd te verslaan, meer bepaald met 11-10. In de finale klopte hij Barrie Bates uit Wales. Een maand later haalde Van Barneveld de finale van de Las Vegas Desert Classic, na een 4-3-overwinning op diezelfde Phil Taylor in de halve finales. Daarin verloor hij evenwel van de Canadees John Part.
Het lukte van Barneveld niet zich te kwalificeren voor de World Matchplay: in het kwalificatietoernooi verloor hij van Andy Hamilton. Door deze nederlaag leek ook zijn automatische kwalificatie voor het PDC-WK in gevaar te komen.
In oktober nam Van Barneveld deel aan de World Grand Prix. In de tweede ronde daarin verloor hij met 3-1 van Phil Taylor. De onderlinge stand tussen deze twee spelers voor het jaar 2006 kwam daarmee op 2-2.

### 2007
Aan het eind van 2006 stond Van Barneveld 32e op de wereldranglijst van de PDC en dwong daarmee ternauwernood rechtstreeks een plaats af op het PDC-WK. Op 1 januari 2007 won Van Barneveld in de finale van het Ladbrokes.com World Darts Championship van Phil Taylor. Nadat hij de eerste 3 sets had verloren, vocht hij zich helemaal terug in de wedstrijd. Bij een stand van 6-6 in sets en 5-5 in legs won Van Barneveld het allesbeslissende laatste leg. Op weg naar de finale had hij afgerekend met onder anderen Colin Lloyd en Andy Jenkins.
Eén week na zijn zege op het PDC-WK won Van Barneveld de UK Open North East Regional Final en later in januari won hij de PDPA Players Championship Gibraltar 1. In februari nam Van Barneveld deel aan de Masters Of Darts. Vijf Nederlandse spelers en vijf Engelse spelers werden in twee groepen verdeeld en gingen het in een pouleronde tegen elkaar opnemen. De beste twee spelers van elk land gingen door naar de halve finales. Van Barneveld begon met twee nederlagen: tegen respectievelijk Peter Manley en Mervyn King. In zijn derde wedstrijd trof hij Phil Taylor, die eveneens zijn eerste twee wedstrijden had verloren. De winnaar maakte nog kans op de halve finales, de verliezer was zeker van uitschakeling. Dit was de eerste ontmoeting tussen beide spelers sinds de finale op het WK. Van Barneveld won met duidelijke cijfers (3-0), en revancheerde zich daarmee voor de twee pijnlijke nederlagen tegen Taylor op de 2005-editie van het toernooi. Hij won uiteindelijk het toernooi door in de finale Peter Manley met 7-0 te verslaan, opnieuw een duidelijke revanche.
In maart won Van Barneveld de PDPA Players Championship Germany. In mei nam hij deel aan de International Darts League (IDL), een BDO-toernooi waarvoor ook PDC-spelers waren uitgenodigd. Van Barneveld was de titelverdediger, maar verloor in de kwartfinales van Tony O'Shea. Later in mei won Van Barneveld de World Darts Challenge in het dubbelspel samen met de Amerikaan John Kuczynski. In het enkelspel had Van Barneveld met 4-1 gewonnen van Taylor. Een dag later werd de finale van de PDC-major de US Open gespeeld. Ditmaal verloor hij die echter van Phil Taylor met 1-4. Eerder in dit toernooi baarde Van Barneveld nog opzien door Roland Scholten te kloppen met een gemiddelde van bijna 110. Eind mei verloor Van Barneveld in de halve finales van de Premier League van Terry Jenkins.
In juni won Van Barneveld voor de tweede maal de UK Open. In de kwartfinales versloeg hij wederom Phil Taylor, ditmaal met 11-4. Na een zege op Colin Lloyd in de halve finale, versloeg hij in de finale zijn landgenoot Vincent van der Voort, die toen voor het eerst de finale van een groot televisietoernooi speelde. In juli won Van Barneveld de PDPA Players Championship Las Vegas door in de finale Terry Jenkins nu wel te verslaan. Eén week later won hij de Las Vegas Desert Classic. In de halve finales rekende hij af met John Part, en revancheerde zich daarmee voor zijn nederlaag tegen hem in de finale een jaar eerder. In de nieuwe eindstrijd werd wederom gewonnen van Terry Jenkins.
Het jaar 2007 was halverwege. Van Barneveld had het WK gewonnen, was daarna zeer succesvol op de vloertoernooien (4x winst), won de Masters of Darts, de UK Open en de Las Vegas Desert Classic. Phil Taylor had "enkel" de US Open en de Premier League gewonnen. De onderlinge stand voor de eerste helft van 2007 was 4-4, maar waar Taylor vooral won in groepsfasen (3x), won Van Barneveld de belangrijke wedstrijden, zoals de finale van het WK, de beslissende wedstrijd in de groepsfase van de Masters of Darts en hun onderlinge kwartfinales op de UK Open. In dit halfjaar kregen collega-darters dan ook vaak de vraag gesteld wie van de twee ze nou eigenlijk de beste vonden. Een paar antwoorden:
John Part (destijds tweevoudig wereldkampioen uit Canada): 

"When I was on 68 against Ray in the deciding leg at the UK Open and he checked out on 111, that was above class. I started that leg with a 180 and he came up with a 12-darter. That's the way he is playing right now – he responds but he's also thinking ahead. Phil always has the capability, don't get me wrong, but Raymond has consistently proved what a great player he is. 

Ray's the world champion and has taken the mantle from Phil – to my mind he's the best.
Peter Manley (voormalig Las Vegas Desert Classic kampioen): 
"Barney has got the edge right now, there's no doubt about it. When Raymond hammered Phil at the UK Open, we all forgave him that one poor performance and said 'he'll bounce back'. It's what he always does. But he went to Las Vegas and put in another poor performance. If you look at Barney closely he goes on stage in a trance – his concentration is immense. He just doesn't look like losing at the moment."
Steve Beaton (wereldkampioen BDO in 1996): 
"Barney's doing incredibly. We had many battles in the BDO all those years ago but he's a far better player now than he was back then. I must admit, I thought he'd fold when he came over. In fact he's got stronger. At the end of the day, though, I'd still take Phil to beat him if they play again. What happened in Bolton was a shock but I don't draw too many conclusions from his Vegas reverse – that was over such a short distance there were lots of surprises. 
It's still Phil for me."
Het volgende toernooi op de kalender was de World Matchplay: Van Barneveld verloor daarin in de kwartfinales van Adrian Lewis, zijn rivaal Taylor verloor een ronde later van Terry Jenkins. Op de World Grand Prix werd Van Barneveld in de halve finales uitgeschakeld door James Wade.

### 2008 - 2011

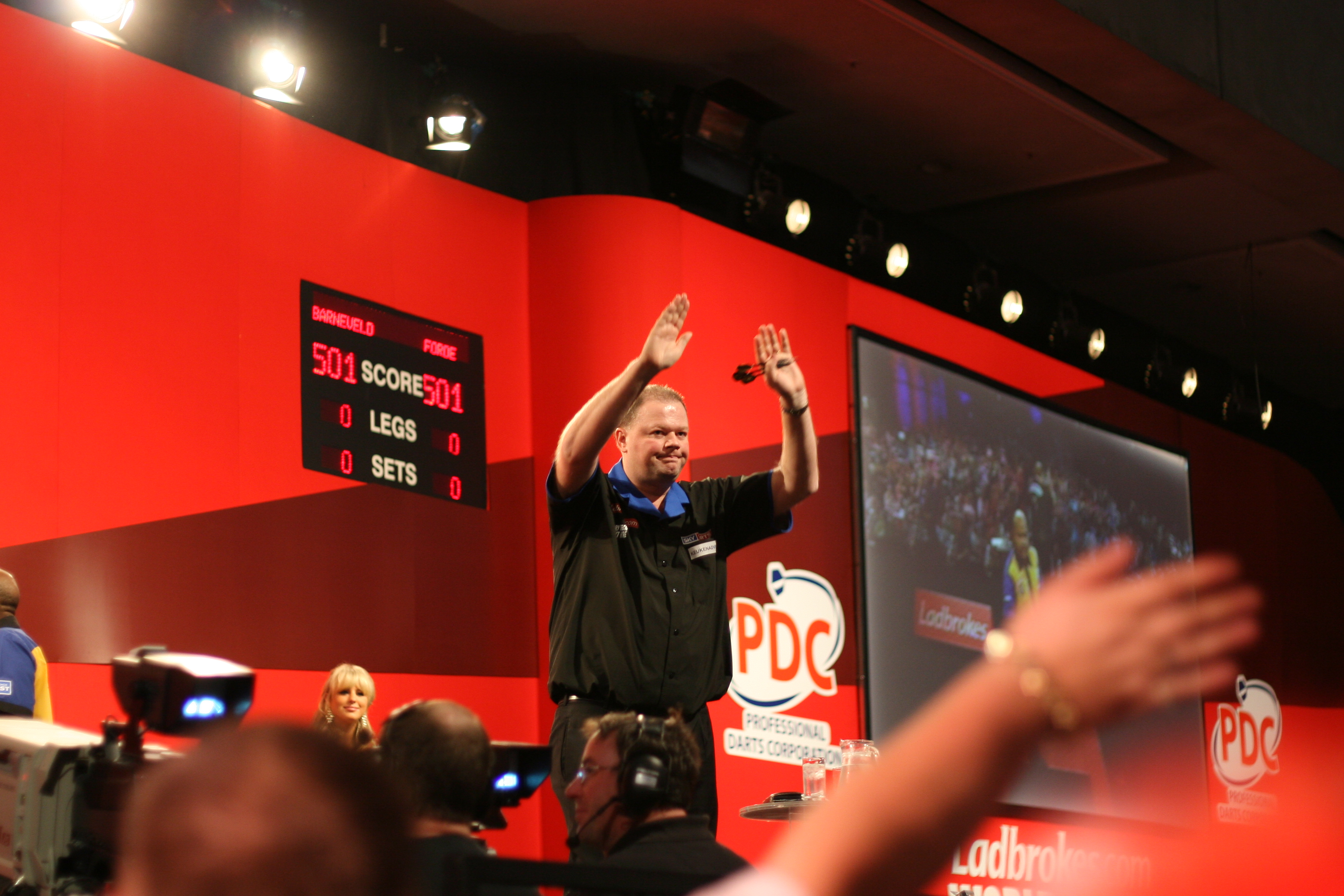
Van Barneveld op het WK van 2008

In 2008 beleefde Van Barnevelds carrière opnieuw een dieptepunt, één groter dan al z'n voorgaande dieptepunten. Hij werd dan wel de nieuwe nummer 1 van de Order of Merit, maar toch was het hem halverwege het seizoen nog steeds niet gelukt om ook maar één tv-toernooi te winnen en Van Barneveld was ook voor het eerst sinds lange tijd geen titelverdediger meer van een groot rankingtoernooi. In de belangrijke rankingtoernooien, zoals het PDC-WK, de US Open, UK Open, Las Vegas Desert Classic en Stan James World Matchplay verloor hij van respectievelijk Kevin Painter, de Amerikaan Gary Mawson (tweemaal: op de US & UK Open), Alan Tabern en Wayne Mardle: allen spelers tegen wie Van Barneveld tot dan toe een positieve head-to-head had gehad. Na zijn verloren kwartfinalepartij tegen Wayne Mardle besloot hij twee maanden rust in te lassen in de hoop zijn oude vorm weer terug te vinden. Uiteindelijk haalde hij nog de finale van de World Grand Prix 2008, die verloren werd van Phil Taylor. In december 2008 kwam van Barneveld in goede vorm naar het WK van 2009. Na al eerder in het toernooi goed gespeeld te hebben en bij de laatste 16 matchdarts overleefd te hebben, gooide hij in de Kwartfinale tegen Jelle Klaasen een 9 darter en versloeg hem met 5-1 in sets, met een gemiddelde van dik boven de 100. Op 3 januari 2009 won Raymond van Barneveld zijn halve finale van het PDC-wereldkampioenschap door James Wade met 6-4 te verslaan. In de finale was zijn opponent opnieuw Phil Taylor. Laatstgenoemde was echter oppermachtig in deze partij, en won dan ook met 7-1 van Van Barneveld.

### 2012 – ommekeer
Tijdens het PDC-WK werd Van Barneveld al in de eerste ronde uitgeschakeld door de onervaren Engelsman James Richardson. In een kwalitatief laagstaande partij won Richardson met 3-0, nadat Van Barneveld zowel in de eerste als derde set met 2-0 in legs voor was gekomen, maar niet de dubbels wist te raken om de set te pakken. Na deze verliespartij besloot Van Barneveld het roer volledig om te draaien: 2012 zou een jaar worden waarin hij weer veel toernooien speelde én hard trainde.
In februari werden Van Barneveld en Vincent van der Voort als de twee hooggeplaatste Nederlanders uitgenodigd Nederland te vertegenwoordigen voor de World Cup of Darts om de titel die Van Barneveld in 2010 met Co Stompé had gewonnen te verdedigen. Ze wonnen comfortabel van team Oostenrijk en team Noord-Ierland, maar werden in de halve finale met 5-1 verslagen door team Australië. Van Barneveld begon wel nog met een 4-0-overwinning op Paul Nicholson, maar het team veroverde daarna geen punt meer en moest uiteindelijk hun titel afstaan aan team Engeland, dat team Australië in de finale wist te kloppen.
Van Barneveld deed dankzij een wild-card mee aan de Premier League, en behaalde daar wisselvallige resultaten. Zo behaalde hij in zijn 8-6 overwinning tegen Kevin Painter een gemiddelde van 112.28, maar miste hij uiteindelijk de play-offs door op de laatste speeldag slechts 7-7 gelijk te spelen tegen James Wade.
In april won Van Barneveld in Barnsley de UK Open Qualifier 5 door in de finale Andy Smith te verslaan met 6-3. Onderweg naar die finale had hij afgerekend met topspelers als Terry Jenkins en Simon Whitlock. In de derde ronde gooide Van Barneveld tegen Michael Barnard een 9-darter. Een dag later won Van Barneveld de UK Open Qualifier 6 door in de finale Ian White met 6-2 te kloppen. Onderweg naar die finale had Van Barneveld afgerekend met voormalig wereldkampioenen Dennis Priestley en Richie Burnett.
In juli deed Van Barneveld mee aan de European Tour 3 in Düsseldorf. In de kwartfinales versloeg hij overtuigend rivaal James Wade met 6-2. In de halve finales werd Richie Burnett met 6-4 verslagen. In de finale klopte Van Barneveld Dave Chisnall met dezelfde cijfers. Van Barneveld was erg blij met die overwinning. In zijn optiek, gezien het deelnemersveld, was dit namelijk een "groot toernooi".
Later in juli deed Van Barneveld in Schotland mee aan de Shetland Masters, een demonstratietoernooi met nog zeven andere PDC-topspelers. In zijn eerste partij won hij met 10-4 van Mark Webster. In de halve finales rekende Van Barneveld af met eeuwige rivaal Phil Taylor. "The Power" begon sterker en nam een 7-5 voorsprong. Van Barneveld schroefde vervolgens zijn niveau omhoog, brak Taylor tweemaal op een rij, en leidde daardoor met 9-7. Nadat Taylor zijn eerste darts aan het begin van het 17e leg had gegooid, draaide hij zich om, schudde Van Barneveld de hand en liep van het podium af, naar eigen zeggen omdat hij last had van respectloos gedrag uit het publiek. Van Barneveld kreeg aldus de laatste twee legs aldus cadeau en won daardoor met 11-7. Hij schreef dit toernooi vervolgens op zijn naam door in de finale Simon Whitlock te kloppen met 13-9. Met twee toernooizeges op rij genoot Van Barneveld een ideale voorbereiding op de World Matchplay, waarin hij echter al in de tweede ronde uitgeschakeld door Terry Jenkins.
In september bereikte Van Barneveld de kwartfinales van het European Darts Championship, waarin hij verloor van angstgegner Kim Huybrechts. Eerder in het toernooi maakte Van Barneveld nog indruk door Terry Jenkins te kloppen met een gemiddelde van 113,04. Zijn hoogste tv-gemiddelde tot nu toe.
In oktober deed Van Barneveld mee aan de World Grand Prix. Hij moest het in de eerste ronde opnemen tegen de ongeplaatste Ian White, maar verloor met 2-0 in sets. Van Barneveld gooide slechts een gemiddelde van 73,79 in het "double-in, double-out" toernooi, tegenover 87,33 voor White.
In november wist Van Barneveld voor het eerst sinds de 2007 Las Vegas Desert Classic een televisietoernooi op zijn naam te schrijven. Hij versloeg in de finale van de Grand Slam of Darts "de man in vorm" Michael van Gerwen, die onder anderen Phil Taylor had uitgeschakeld, met 16-14. Van Barneveld kwam vroeg in de wedstrijd een break voor en hij leek deze de hele wedstrijd vast te houden. Bij een stand van 15-13, toen Van Barneveld voor de wedstrijd gooide, raakte hij echter een single 5 in plaats van de beoogde dubbel 20, die hem de titel had opgeleverd. Van Gerwen raakte zijn dubbel wel en brak daarmee eindelijk terug. In het daaropvolgende leg herstelde Van Barneveld zich direct, brak zelf terug en trok de wedstrijd naar zich toe met een 11-darter.
Aan het einde van het jaar, toen alle 33 Players Championships waren gespeeld, was Van Barneveld de nummer vier volgens de daarop gebaseerde ranglijst. Tijdens de Players Championship Finals wist hij echter de eerste ronde niet te overleven. Hij verloor van voormalig wereldkampioen Steve Beaton. Na een achterstand van 4-0 kwam Van Barneveld helemaal terug en hij nam zelfs een 5-4-voorsprong, maar verloor uiteindelijk toch nog met 6-5.

### 2013
Van Barneveld was als dertiende geplaatst voor het PDC Ladbrokes World Darts Championship 2013, dat begon in december 2012. In de eerste ronde speelde hij tegen Michael Smith. Van Barneveld verloor de eerste leg, maar won er vervolgens 9 op rij en completeerde daarmee een 3-0-overwinning in sets met een gemiddelde van maar liefst 108,31. Tijdens de wedstrijd sprak commentator Jacques Nieuwlaat over het nieuwe trainingsprogramma van Van Barneveld, waar hij zelf als caller deel van uitmaakte. Van Barneveld had collega-darter Dean Winstanley over laten komen uit Engeland en samen hebben ze twee weken lang elke dag, 's middags en 's avonds, een aantal uur gedart tegen elkaar, met als caller Jacques Nieuwlaat, om zo het "echte wedstrijdgevoel" na te bootsen. In de tweede ronde speelde Van Barneveld tegen de Noord-Ier Brendan Dolan. De eerste set werd door Van Barneveld gewonnen met een gemiddelde van 102. In de tweede en derde set haalde hij een gemiddelde van slechts 70 à 80, maar toch leidde hij vervolgens alsnog met 2-1 in sets. In de derde set kwam Van Barneveld 2-1 in legs achter, maar wist toen plots zijn ritme weer te vinden. Dit resulteerde uiteindelijk in opnieuw setwinst voor hem. Van Barneveld won uiteindelijk met 4-1 in sets en toch nog een eindgemiddelde van 95,75. In de derde ronde speelde Van Barneveld tegen de als vierde geplaatste Gary Anderson. Van Barneveld won met 4-0 en totaliseerde daarbij een gemiddelde van 93,25 tegenover slechts 88,62 voor Anderson. In de kwartfinales kwam Van Barneveld uit tegen de als vijfde ingeschatte Simon Whitlock. Hij had, net als tegen Anderson, de voorgaande ontmoeting tegen Whitlock op het WK verloren. Ditmaal zegevierde Van Barneveld echter met 5-1 en een gemiddelde van 102,32, tegenover 97,36 voor Whitlock. In de halve finales ontmoette Van Barneveld zijn rivaal Phil Taylor. De wedstrijd waar door velen erg naar uit was gekeken begon teleurstellend. Van Barnevelds niveau zakte tot ver onder zijn toernooigemiddelde en hij leek aangeslagen vanaf minuut 1. Taylor speelde solide en liep eenvoudig uit naar 5-1, maar miste vervolgens twee darts voor de wedstrijd, waarna Van Barneveld er 5-2 van maakte. Hij dreigde helemaal terug te komen, maar bij een stand van 5-4 sloeg Taylor toch toe, en hij won dan ook met 6-4.
In februari nam Van Barneveld deel aan de World Cup of Darts, het officieuze wereldkampioenschap voor landenduo's. Van Barneveld vertegenwoordigde Nederland samen met Michael van Gerwen. In de eerste ronde, een poulefase, werd gewonnen van respectievelijk team Polen (5-3) en team Gibraltar (5-0). In de tweede ronde werden Van Barneveld en Van Gerwen met 5-3 uitgeschakeld door een verrassend sterk spelend team Finland.
Daarna begon de Premier League, waarin van Barneveld in de competitie als tweede eindigde na landgenoot Michael van Gerwen. Hiermee kwam hij in de halve finales terecht, waar hij het moest opnemen tegen Phil Taylor. Nog nooit had Van Barneveld een halve finale daarin weten te winnen, en ook deze keer slaagde hij daar niet in. In de finale werd Taylor verslagen door Van Gerwen.
Vervolgens gingen de meeste heren van de Premier League, namelijk de top acht van de wereldranglijst, naar Dubai voor een groot toernooi. Daarin reikte van Barneveld wel tot de finale. In die eindstrijd moest hij het wederom opnemen tegen Van Gerwen. Na een finale van hoog niveau was de uiteindelijke winnaar laatstgenoemde, die hem met 11-7 wist te verslaan.
Nadien reisde Van Barneveld af naar Bolton voor de UK Open. In dit toernooi kon Van Barneveld niet het niveau halen dat hij normaal haalde, maar kwam hij wonderbaarlijk toch tot in de halve finales. Hierin werd hij voor het eerst in zijn carrière op televisie verslagen door Andy Hamilton. Wel had Van Barneveld ruim de kans om de wedstrijd te winnen, want hij miste namelijk maar liefst zes pijltjes voor de wedstrijd. Hamilton zou de finale duidelijk verliezen van alweer Taylor, die in zijn halve finale revanche had genomen op Van Gerwen.
Ook in het daaropvolgend toernooi, het European Darts Championship, haalde Van Barneveld niet zijn normale niveau. In een matige wedstrijd in de eerste ronde tegen de eveneens matig spelende Duitser Tomas Seyler kon hij toch ruim de overwinning pakken met 6-1. In de tweede ronde trof Van Barneveld de Schot Robert Thornton. Ook in deze partij wisten beide mannen niet te imponeren, en voor het eerst in de carrière van Van Barneveld won Thornton een wedstrijd van hem op televisie. Wel kreeg Van Barneveld nog met twee pijlen de kans om de wedstrijd uit te gooien, maar uiteindelijk was het toch Thornton die met zijn zevende poging tot pijl op de dubbel de wedstrijd won.
In de eerste ronde van het World Matchplay speelde Van Barneveld tegen de Oostenrijker Mensur Suljović. In deze wedstrijd wist Van Barneveld tot een redelijk niveau te komen. Hij raakte de dubbels goed, gaf Suljovic weinig kansen en won de partij met 10-4. In de tweede ronde trof Van Barneveld de als achtste geplaatste Justin Pipe (toen negende) in een directe strijd om die achtste plaats op de PDC Order of Merit. In deze ontmoeting kon Barney echter niet zijn niveau uit de eerste ronde behalen, daar waar Justin Pipe juist beter speelde. Van Barneveld kreeg wel de kans om op voorsprong te komen, die hij ook pakte. Ook kreeg hij een goede mogelijkheid kans om zijn voorsprong verder uit te bouwen, maar die liet hij liggen. Daarmee gaf hij Justin Pipe de kans om weer over hem heen te gaan, en die greep laatstgenoemde met beide handen. Barney liet het liggen, verloor de wedstrijd uiteindelijk met 9-13 en zakte vervolgens naar de tiende plaats op de virtuele wereldranglijst.

### 2014
Op het PDC World Darts Championship 2014, gestart in december 2013, speelde hij in de eerste ronde tegen de Welshman Jamie Lewis, van wie Van Barneveld won met 3-0, waarbij laatstgenoemde eindigde met een 141-finish. Hiermee plaatste hij zich bij de laatste 32. In de tweede ronde ontmoette Van Barneveld de Engelsman Jamie Caven. Hij speelde wederom solide, maar kreeg Caven pas in de beslissende set op de knieën: 4-3. In de derde ronde wachtte Mark Webster, opnieuw uit Wales, die al een tijdje uit zijn doen was en ook op het WK zijn goede vorm nog niet had teruggevonden. Van Barneveld haalde echter niet het niveau van zijn vorige twee wedstrijden en wist slechts zelden te profiteren van de vele afzwaaiers van zijn opponent. Voorsprongen van 1-0, 2-1, en 3-2 kon hij dan ook niet vasthouden en uiteindelijk verloor hij de wedstrijd met 3-4.
Op de UK Open 2014, dit jaar voor het eerste gehouden in maart, bereikte Van Barneveld de laatste 16, waarin hij verloor van de uiteindelijke winnaar: Adrian Lewis.
Van Barneveld speelde een solide Premier League Darts 2014. Hij verloor in de competitie slechts driemaal: van Wes Newton, Michael van Gerwen en Gary Anderson. Ook was hij twee keer dicht bij een overwinning op Phil Taylor, maar beide ontmoetingen eindigden uiteindelijk in een gelijkspel: 6-6. Van Barneveld wist ook indruk te maken door een reeks van twaalf ongeslagen wedstrijden neer te zetten. Hij plaatste zich uiteindelijk met twintig punten als tweede (na Van Gerwen) voor de play-offs op 22 mei. Tijdens de halve finales van die play-offs wist hij voor het eerst sinds zes jaar tijd af te rekenen met Phil Taylor: 8-5. Vervolgens versloeg hij in de finale regerend (wereld)kampioen en landgenoot Michael van Gerwen met 10-6. Het was de eerste keer dat Van Barneveld de finale van de Premier League bereikte, en ook won.
Ruim twee weken na de winst in de Premier League kon Van Barneveld weer een grote titel op zijn erelijst bijschrijven. Met Michael van Gerwen vertegenwoordigde Van Barneveld team Nederland op de World Cup of Darts. Na winst op Italië, Spanje, België en Noord-Ierland werd in de finale tweevoudig winnaar Engeland verslagen met 3-0. Van Barneveld won daarin zijn enkelpartij tegen Adrian Lewis met 4-0. Doordat Van Gerwen zijn twee enkelpartijen ook won (4-0 tegen Taylor en 4-2 tegen Lewis) was de titel al binnen. Het was de tweede keer voor Van Barneveld dat hij de World Cup of Darts titel binnensleepte, in 2010 deed hij dat al samen met Co Stompé. Onderweg naar de winst gooiden Van Barneveld en Van Gerwen het op een na hoogste televisiegemiddelde ooit, in een beslissende koppelpartij tegen Noord-Ierland: 117.88 (4-0).

### 2015
Van Barneveld won de Hong Kong Darts Masters door in de finale Phil Taylor met 11-4 te verslaan.

### 2016

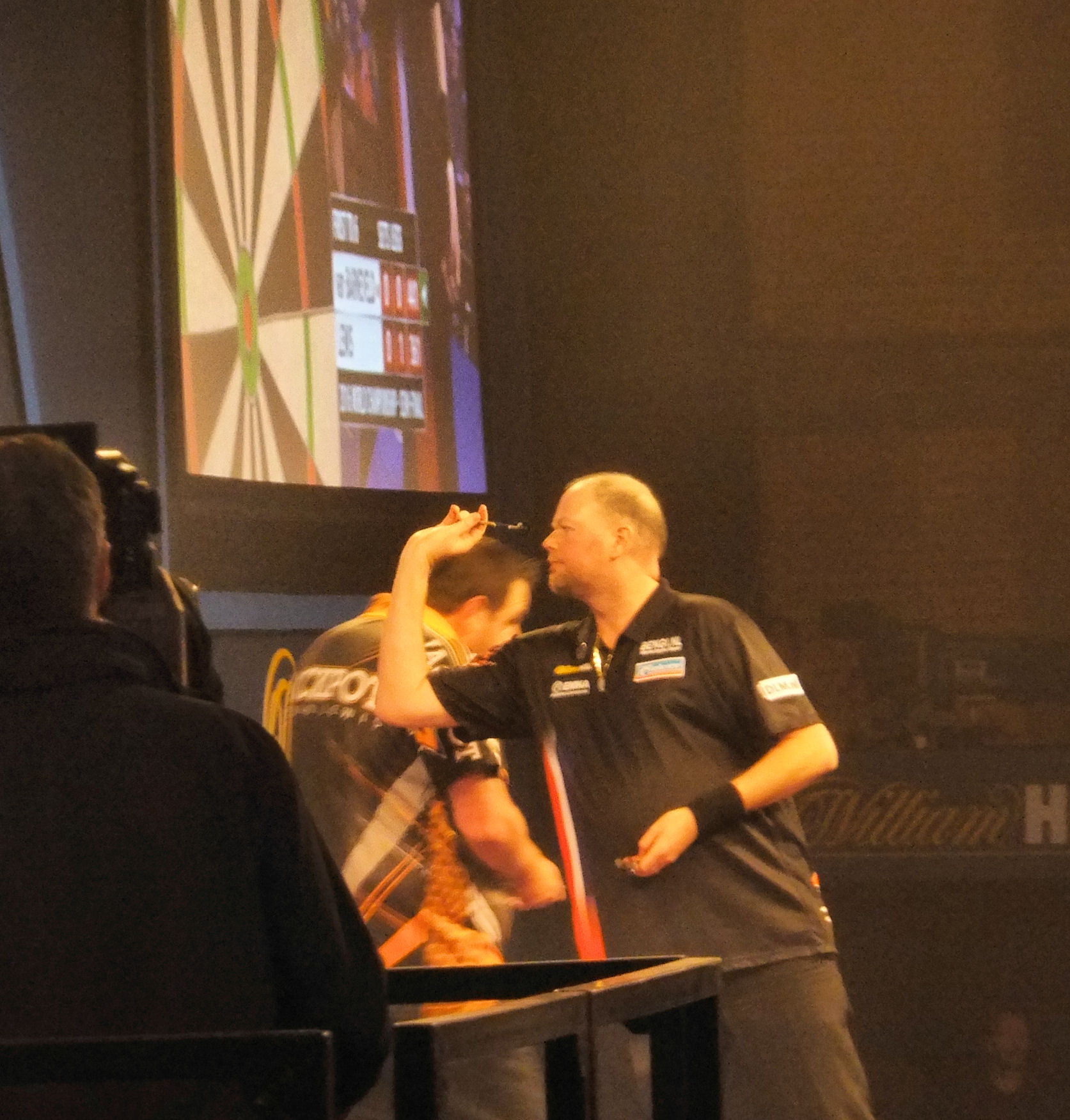
Van Barneveld op het WK van 2016

In december 2015 begon het PDC World Darts Championship 2016, het meest prestigieuze dartstoernooi binnen de PDC. Raymond begon met een wedstrijd tegen zijn landgenoot Dirk van Duijvenbode, die hij won met 3-0. In de tweede ronde trof Van Barneveld Stephen Bunting als opponent. Barney had het een stuk lastiger tegen The Bullet, maar de partij werd uiteindelijk wel met 4-3 in zijn voordeel beslecht. In de achtste finales wachtte landgenoot en 's werelds nummer 1 Michael van Gerwen. In een bijzonder spannende confrontatie wist Raymond met een gemiddelde van 100.44 de partij van Michael (die wel een gemiddelde van 105.78, en daarmee het hoogste ooit van een verliezer op het WK, gooide) opnieuw met 4-3 te winnen. Op 1 januari 2016 stond Raymond in de kwartfinales van het PDC WK Darts tegenover Michael Smith. Smith ging als een raket van start en stond dan ook in een mum van tijd met 3-0 voor. Raymond wist echter helemaal terug te vechten en won de partij uiteindelijk met 5-4. In de halve finales trof Van Barneveld voormalig tweevoudig wereldkampioen Adrian Lewis, en kwam wederom snel op een achterstand (0-5). Hij zette dan toch nog alles op alles en won de eerstvolgende drie sets. De comeback bleef daar echter bij en hij verloor ten slotte met 3-6. Door het bereiken van de halve finales steeg Van Barneveld opnieuw naar een voorlopige negende plaats op de wereldranking.

### 2017
Het dartjaar 2017 begon eind december 2016 met het PDC World Darts Championship 2017. Van Barneveld begon daarop in de eerste ronde met een partij tegen Robbie Green. Hij won die met 3-0 in sets. In de tweede ronde speelde hij tegen Alan Norris. Ook deze wedstrijd werd door de Hagenees met duidelijke cijfers gewonnen: 4-0. In de derde ronde trof hij het nummer vijf van de plaatsingslijst, Adrian Lewis. In de beslissende set trok Barney de wedstrijd over de streep: 4-3. In de kwartfinales kwam hij zijn eeuwige rivaal Phil Taylor tegen. Van Barneveld nam The Power ditmaal met 5-3 te grazen. Hij strandde vervolgens echter voor het derde jaar op rij in de halve finales, nu tegen Michael van Gerwen. Die gooide die match een gemiddelde van 114,05 per beurt, het hoogste ooit in een WK-wedstrijd. Van Barneveld gooide nog wel zijn beste wedstrijd van het toernooi (109,34 per beurt gemiddeld), maar verloor toch afgetekend: met 2-6. In juni van dat jaar won Van Barneveld samen met Michael van Gerwen de World Cup of Darts. Voor Van Barneveld was dit zijn derde World Cup-titel. In de finale werd gewonnen van Wales, dat vertegenwoordigd werd door Mark Webster en Gerwyn Price.

### 2018
Op de PDC World Darts Championship 2018 verloor Van Barneveld in de kwartfinales van Michael van Gerwen. Hij bereikte de finale van The Masters, waarin hij eveneens verloor van Van Gerwen. Dat gebeurde ook bij de Auckland Darts Masters 2018. Met zijn landgenoot won hij opnieuw de World Cup of Darts 2018, zijn vierde titel.

### 2019
Van Barneveld verloor in de tweede ronde van de PDC World Darts Championship 2019 van de Litouwse nieuweling Darius Labanauskas. Hij eindigde in de Premier League Darts 2019 als laatste en degradeerde. Na zijn laatste partij in de Premier League op 28 maart 2019 in Ahoy tegen Michael van Gerwen (7-1 nederlaag) kondigde Van Barneveld aan per direct te stoppen met darts, een besluit dat een dag later evenwel herroepen werd.
Van Barneveld's professionele carrière kwam ten einde op 14 december 2019, toen hij verloor in de eerste ronde op het WK van 2020 (1-3 tegen Darin Young).
Zijn tweede boek “Game Over” kwam eind 2019 uit.

### 2020
Barney kreeg op 8 februari 2020 een eervol spectaculair afscheid. AFAS Live werd omgedoopt tot Barney Dome, de uitverkochte zaal kon genieten van diverse sporthelden, zoals o.a. Phil Taylor, Rafael van der Vaart, Robin van Persie, Wayne Mardle en Rico Verhoeven. Ook Bobbi Eden liet haar beste kant zien. Van Barneveld ging verder als dartsanalist en zou alleen nog gooien tijdens demonstratiepartijen.
In september 2020 liet Van Barneveld door deelname aan de PDC Q-School weten als professioneel darter terug te keren, om zo een tourkaart te bemachtigen.

### 2021
Zoals eerder vernoemd, deed Van Barneveld in februari 2021 mee aan de PDC Q-School. Hier behaalde hij zijn tourkaart terug door op de EU Q-School als derde te eindigen op de Order of Merit. Kort na het behalen van zijn tourkaart won Van Barneveld op 27 februari 2021 in Bolton de PDC Players Championship 3, waarin hij de finale met 8-6 in legs won van Joe Cullen.
Op 5 juli gooide Van Barneveld, tijdens de eerste ronde van Players Championship 17, zijn hoogste geregistreerde gemiddelde bij de PDC ooit. Het gemiddelde van 115,73 gooide hij tegen Justin Pipe, van wie hij met 6-1 in legs won. 

### 2022
Via de Qualifier voor Tour Card-houders wist Van Barneveld zich te plaatsen voor de Grand Slam. In de groepsfase won de Nederlander van Dave Chisnall, Gerwyn Price en Ted Evetts. Zodoende eindigde hij bovenaan zijn groep en mocht hij het in de tweede ronde opnemen tegen Simon Whitlock. Deze wedstrijd won hij met 10-8. In de kwartfinale wachtte vervolgens opnieuw Gerwyn Price, de titelverdediger en nummer een op de PDC Order of Merit van dat moment. Aanvankelijk stond Van Barneveld 3-8 achter, maar uiteindelijk wist hij de partij toch met 16-13 te winnen. Met dit resultaat bereikte Van Barneveld zijn eerste halve finale op een hoofdtoernooi sinds het PDC World Darts Championship 2017 en daarmee ook sinds zijn terugkeer op het professionele circuit in 2021. Michael Smith bleek uiteindelijk met 16-12 te sterk.

### 2024
Op 18 maart versloeg Van Barneveld achtereenvolgend Oskar Lukasiak, Jermaine Wattimena, Graham Hall, Michael Smith, James Hurrell en Gary Anderson om de finale van Players Championship 5 te behalen. Daarin versloeg hij Stephen Bunting met 8-1. Zo won de Nederlander zijn eerste PDC-titel sinds 2021. In de achtste finale kreeg Van Barneveld een negendarter van Michael Smith om zijn oren.

## Rivaliteiten

### Van Barneveld vs. Phil Taylor
Van Barneveld en Phil Taylor hebben in hun carrière 83 wedstrijden tegen elkaar gespeeld. 12 werden er gespeeld toen Van Barneveld een BDO-speler was, de overige 71 speelde hij als PDC-speler. Phil Taylor won de onderlinge resultaten met 61-18. Er werd vier keer gelijk gespeeld.
- BDO: Taylor 10-2 Van Barneveld
- PDC: Taylor 51-16 Van Barneveld (4x een gelijkspel)[97]

De eerste ontmoeting tussen Van Barneveld en Phil Taylor was in 1990. Phil Taylor was dat jaar regerend wereldkampioen. Van Barneveld had net zijn eerste proftoernooien gespeeld. In de kwartfinales van WDF Europe Cup singles, het officiële Europees kampioenschap van de WDF, won Taylor met 4-2 in legs.
In 1993 stonden de twee tegenover elkaar in de achtste finales van de German Open. Phil Taylor won met 3-2 in legs. Terwijl Taylor vervolgens vanaf 1993 zeer succesvol werd bij de PDC, groeide Van Barneveld uit tot meervoudig wereldkampioen bij de BDO. In 1999 werd een zogeheten "Match of the Century" georganiseerd om de twee kampioenen tegen elkaar te laten spelen. De Engelsman won die met 21-10.
In 2000 won Taylor met 4-0 van Van Barneveld in de halve finales van de WDF North Americas Cup. In mei van datzelfde jaar boekte Van Barneveld eindelijk zijn eerste overwinning op Phil Taylor door deze met 2-0 in sets (legstanden 2-1 en 2-0 respectievelijk) te verslaan in de halve finales van de Swiss Open.
In 2005 werd het Masters of Darts-toernooi georganiseerd om vier spelers van de BDO tegen vier spelers van de PDC te kunnen laten spelen. Taylor en Van Barneveld speelden tweemaal tegen elkaar. Taylor won beide partijen, namelijk met respectievelijk 4-0 en 5-2. In november deed Van Barneveld als BDO-speler mee aan het PDC-toernooi de Nachtegaal Masters. In de halve eindstrijd klopt Taylor hem  weer: ditmaal met 3-1 (2-0, 2-1, 1-2, 2-0). Eind november werden er twee demonstratietoernooien onder de naam World Dart Gala gehouden in Hengelo. Mede dankzij het poulesysteem ontmoetten ze elkaar viermaal. Taylor won drie van die vier wedstrijden.
In 2006 maakte Van Barneveld de overstap naar de PDC. In zijn eerste jaar speelde hij geïnspireerd tegen zijn rivaal en dat leverde hem geregeld succes op. Van de eerste zes ontmoetingen op tv werd er één gelijk gespeeld en won Van Barneveld er drie, waaronder de eindstrijd op het PDC-wereldkampioenschap.
Op de Masters of Darts 2007 revancheerde Van Barneveld zich voor zijn nederlagen uit 2005 door Phil Taylor met 3-0 te kloppen. Later dat jaar wist hij ook op de World Darts Challenge en UK Open van hem te winnen, met respectievelijk 4-1 en 11-4. De overige zes ontmoetingen van dat jaar werden echter gewonnen door Taylor.
Begin 2008 loste Van Barneveld Phil Taylor af als nummer 1 van de wereld volgens de PDC Order of Merit. De laatste op tv uitgezonden overwinning van Van Barneveld op Phil Taylor was in de kwartfinales van de UK Open in 2008, toen hij won met 10-9. Hij moest het toernooi echter winnen om zijn nummer 1-positie vast te houden, maar verloor in de halve finales van Gary Mawson. Vanaf 2008 domineerde Taylor hun onderlinge ontmoetingen en zou Van Barneveld nog slechts viermaal winnen.
Op 30 december speelden Van Barneveld en Phil Taylor tegen elkaar in de halve finales van het PDC-wereldkampioenschap. Van Barneveld keek uit naar de partij en beweerde niet meer bang te zijn voor Taylor. Die vond deze uitspraak getuigen van weinig respect. Van Barneveld leek echter gespannen te beginnen aan de wedstrijd en keek al snel tegen een 5-1-achterstand in sets aan. Taylor miste twee darts voor de wedstrijd en Van Barneveld brak terug tot 5-2. Laatstgenoemde initieerde daarmee een comeback, maar bij een stand van 5-4 in sets en 2-1 in legs gooide Taylor de wedstrijd toch uit voor een 6-4-overwinning.
Na afloop ontstond er onenigheid op het podium. Van Barneveld wou Taylor de hand schudden, maar Taylor reageerde agressief in zowel gebaar alsook taal. Buiten het bereik van de camera's ging de ruzie nog enige tijd verder. Na afloop verklaarde Phil Taylor dat hij het niet respectvol had gevonden van Van Barneveld om te zeggen dat deze niet langer bang was voor hem en dat de ruk aan zijn arm hem pijn deed. De volgende dag bood Taylor zijn excuses aan via sms en de PDC-website.
Tijdens de Premier League van 2013 maakte Van Barneveld een goede kans om Taylor in de poulefase te kloppen. Van zijn vijf kansen om de wedstrijd te beslissen pakte hij er echter geen.
Een jaar later speelden Van Barneveld en Taylor twee keer gelijk in de poulefase van de Premier League. In beide wedstrijden waren ze ver verwijderd van hun topniveau, maar toch leek Van Barneveld vooral in de eerste wedstrijd de overhand te hebben. In de halve finales van de play-offs speelden ze opnieuw tegen elkaar. Van Barneveld speelde een zeer zwakke eerste helft, waardoor hij al vroeg met 1-4 achter kwam te staan. In de tweede helft van de partij zakte Taylor echter erg ver weg en kon Van Barneveld ondanks een gemiddelde van slechts 92 voor het eerst in zes jaar afrekenen met zijn aartsrivaal: 8-5. Hij zou het toernooi uiteindelijk ook winnen door zijn landgenoot Michael van Gerwen, die Taylor had afgelost als nieuwe wereldkampioen en nummer één van de wereld, met 10-6 in de finale te kloppen.

### Van Barneveld vs. James Wade
Van Barneveld en James Wade speelden 37 maal tegen elkaar. Van Barneveld won 18 maal. In de BDO speelden Van Barneveld en Wade viermaal tegen elkaar. Beiden stapten in 2006 over naar de PDC en speelden daar de overige 33 wedstrijden.
- BDO: Van Barneveld 3–1 Wade
- PDC: Van Barneveld 20–17 Wade (3x een gelijkspel)

Hun eerste ontmoeting was in de kwartfinales van de Swiss Open in 2002. Wade versloeg Van Barneveld toen met 2-1 in sets. In 2003 klopt Van Barneveld in de kwartfinales van de Dutch Open Wade met 3-1 in sets. De laatste twee BDO-ontmoetingen kwamen in 2004 tijdens de International Darts League. In de poulefase won Van Barneveld met 6-2 in legs met een gemiddelde van 100.50. In de kwartfinale won Van Barneveld met 6-2 in sets en een gemiddelde van 106.17.
In 2006 stapten beide spelers over naar de PDC. Van Barneveld bleek in het begin van hun PDC-carrière de betere speler, en hield de onderlinge balans dan ook in zijn voordeel. In 2009 won Wade echter vier wedstrijden op een rij op onder andere de Players Championship Finals en de Premier League Darts en bracht daarmee de onderlinge stand naar 10-10. Sindsdien zijn Wade en Van Barneveld erg aan elkaar gewaagd. Van Barneveld leidt momenteel met 20-17.

### Van Barneveld vs. Martin Adams
Van Barneveld en Martin Adams speelden 17 maal tegen elkaar. Van Barneveld won 11 maal. Alle 17 wedstrijden werden gespeeld onder de BDO. Sinds 2006 hebben Van Barneveld en Adams niet meer tegen elkaar gespeeld.
- BDO: Van Barneveld 11-6 Adams
- PDC: n.v.t.

De eerste ontmoeting tussen Van Barneveld en Adams was in de halve finales van de Embassy in 1995. Van Barneveld won deze spannende wedstrijd met 5-4, en bereikte daarmee zijn allereerste WK-finale. Ook de drie daaropvolgende ontmoetingen, waaronder op de Europe Cup van 1998, werden alle gewonnen door Van Barneveld. In 1999 won Adams echter zowel in de groepsfase als in de finale van de Haaglanden World Top 16 Event van Van Barneveld. In 2000 won hij ook in de halve finales van de Doeland Grand Masters (tegenwoordig Zuiderduin Masters) van hem. Tevens wist Adams wederom Van Barneveld te kloppen in de finale van de Haaglanden World Top 16 Event 2000. In 2001 nam Van Barneveld echter de regie van deze head-to-head weer in handen en verloor hij nog slechts tweemaal in 9 ontmoetingen met Adams.

## Prestatiestijdlijn

### BDO-periode
| Toernooi                   | 1990 | 1991 | 1992 | 1993 | 1994 | 1995 | 1996 | 1997 | 1998 | 1999 | 2000 | 2001 | 2002 | 2003 | 2004 | 2005 | 2006 | 2007 |
| -------------------------- | ---- | ---- | ---- | ---- | ---- | ---- | ---- | ---- | ---- | ---- | ---- | ---- | ---- | ---- | ---- | ---- | ---- | ---- |
| BDO World Championship     | GD   | 1R   | GD   | 2R   | GD   | F    | 2R   | 2R   | W    | W    | 1R   | KF   | KF   | W    | HF   | W    | F    | GD   |
| World Masters              | 1R   | GD   | GD   | GD   | 2R   | HF   | 2R   | GD   | GD   | 4R   | 1R   | W    | 3R   | F    | 5R   | W    | GD   | GD   |
| World Darts Trophy         | NG   | NG   | NG   | NG   | NG   | NG   | NG   | NG   | NG   | NG   | NG   | NG   | HF   | W    | W    | 2R   | 1R   | 1R   |
| International Darts League | NG   | NG   | NG   | NG   | NG   | NG   | NG   | NG   | NG   | NG   | NG   | NG   | NG   | W    | W    | 2R   | W    | KF   |
| Zuiderduin Masters         | NG   | NG   | NG   | NG   | NG   | W    | ?R   | NG   | NG   | NG   | HF   | W    | HF   | W    | W    | KF   | NG   | NG   |
| WDF World Cup Singles      | NG   | 3R   | NG   | 3R   | NG   | GI   | NG   | W    | NG   | W    | NG   | 4R   | NG   | W    | NG   | 4R   | NG   | GD   |
| WDF World Cup Koppels      | NG   | GI   | NG   | GI   | NG   | GI   | NG   | GI   | NG   | KF   | NG   | 3R   | NG   | HF   | NG   | W    | NG   | GD   |
| WDF Europe Cup Singles     | KF   | NG   | 1R   | NG   | KF   | NG   | GI   | NG   | KF   | NG   | 2R   | NG   | 3R   | NG   | W    | NG   | GD   | NG   |
| WDF Europe Cup Koppels     | GI   | NG   | 2R   | NG   | HF   | NG   | GI   | NG   | 3R   | NG   | W    | NG   | HF   | NG   | W    | NG   | GD   | NG   |

### PDC-periode
| Toernooi                    | 2006 | 2007 | 2008 | 2009                                    | 2010                                    | 2011       | 2012       | 2013       | 2014       | 2015       | 2016       | 2017       | 2018       | 2019       | 2020       | 2021       | 2022       | 2023       | 2024       | 2025       |
| --------------------------- | ---- | ---- | ---- | --------------------------------------- | --------------------------------------- | ---------- | ---------- | ---------- | ---------- | ---------- | ---------- | ---------- | ---------- | ---------- | ---------- | ---------- | ---------- | ---------- | ---------- | ---------- |
| PDC World Championship      | GD   | W    | 3R   | F                                       | HF                                      | KF         | 1R         | HF         | 3R         | HF         | HF         | HF         | KF         | 2R         | 1R         | GD         | 2R         | 3R         | 4R         | 2R         |
| World Cup of Darts          | NG   | NG   | NG   | NG                                      | W                                       | NG         | HF         | 2R         | W          | HF         | F          | W          | W          | GD         | GD         | GD         | GD         | GD         | GD         | GD         |
| Premier League Darts        | HF   | HF   | HF   | HF                                      | GF                                      | HF         | GF         | HF         | W          | HF         | GF         | GF         | GF         | GD         | GD         | GD         | GD         | GD         | GD         | GD         |
| UK Open                     | W    | W    | HF   | 5R                                      | GD                                      | 5R         | KF         | HF         | 5R         | 4R         | 4R         | KF         | 3R         | 4R         | GD         | 2R         | 3R         | 4R         | 4R         | 4R         |
| European Darts Championship | NG   | NG   | KF   | 2R                                      | KF                                      | HF         | KF         | 2R         | HF         | 1R         | GD         | GD         | GD         | GD         | GD         | GD         | GD         | 1R         | 1R         |            |
| World Matchplay             | GD   | KF   | KF   | KF                                      | F                                       | KF         | 2R         | 2R         | 2R         | 1R         | 1R         | KF         | 2R         | GD         | GD         | GD         | GD         | 1R         | 1R         | 1R         |
| World Grand Prix            | 2R   | HF   | F    | F                                       | HF                                      | 2R         | 1R         | 2R         | 2R         | 1R         | HF         | KF         | 2R         | GD         | GD         | GD         | GD         | 1R         | 1R         |            |
| Grand Slam of Darts         | NG   | 2R   | KF   | HF                                      | 2R                                      | GF         | W          | GF         | GF         | HF         | KF         | 2R         | GF         | GD         | GD         | GF         | HF         | GD         | GD         |            |
| Players Championship Finals | NG   | NG   | NG   | KF                                      | GI                                      | 2R         | 1R         | KF         | 1R         | 1R         | KF         | 1R         | GD         | KF         | GD         | 2R         | 1R         | 1R         | 2R         |            |
| Las Vegas Desert Classic    | F    | W    | 2R   | F                                       | Afgeschaft                              | Afgeschaft | Afgeschaft | Afgeschaft | Afgeschaft | Afgeschaft | Afgeschaft | Afgeschaft | Afgeschaft | Afgeschaft | Afgeschaft | Afgeschaft | Afgeschaft | Afgeschaft | Afgeschaft | Afgeschaft |
| US Open                     | NG   | F    | 4R   | Niet langer een groot televisietoernooi | Niet langer een groot televisietoernooi | Afgeschaft | Afgeschaft | Afgeschaft | Afgeschaft | Afgeschaft | Afgeschaft | Afgeschaft | Afgeschaft | Afgeschaft | Afgeschaft | Afgeschaft | Afgeschaft | Afgeschaft | Afgeschaft | Afgeschaft |
| The Masters                 | NG   | NG   | NG   | NG                                      | NG                                      | NG         | NG         | HF         | 1R         | F          | 1R         | KF         | F          | GD         | GD         | GD         | GD         | GD         | GD         | GD         |

| Prestatietijdlijn legenda | Prestatietijdlijn legenda                   | Prestatietijdlijn legenda | Prestatietijdlijn legenda                                                         | Prestatietijdlijn legenda | Prestatietijdlijn legenda |
| ------------------------- | ------------------------------------------- | ------------------------- | --------------------------------------------------------------------------------- | ------------------------- | ------------------------- |
| NG GD GI                  | Niet gehouden Geen deelname Geen informatie | #R                        | Verlies in een ronde voor de kwartfinales (WR = Wildcardronde, GF = "Groepsfase") | KF                        | Verlies in de kwartfinale |
| HF                        | Verlies in de halve finale                  | F                         | Verlies in de finale                                                              | W                         | Wint het toernooi         |

#### PDC Major-finales
14 gespeeld (6 gewonnen, 8 verloren) 
| Resultaat | Nr. | Jaar | Kampioenschap            | Tegenstander          | Score | Variant | Prijzengeld |
| --------- | --- | ---- | ------------------------ | --------------------- | ----- | ------- | ----------- |
| Winnaar   | 1.  | 2006 | UK Open                  | Barrie Bates          | 13-7  | Legs    | £ 30.000    |
| Runner-up | 1.  | 2006 | Las Vegas Desert Classic | John Part             | 3-6   | Sets    | £ 7.500     |
| Winnaar   | 2.  | 2007 | World Darts Championship | Phil Taylor           | 7-6   | Sets    | £ 100.000   |
| Winnaar   | 3.  | 2007 | UK Open (2)              | Vincent van der Voort | 16-8  | Legs    | £ 30.000    |
| Winnaar   | 4.  | 2007 | Las Vegas Desert Classic | Terry Jenkins         | 13-6  | Legs    | £ 20.000    |
| Runner-up | 2.  | 2008 | World Grand Prix         | Phil Taylor           | 2-6   | Sets    | £ 25.000    |
| Runner-up | 3.  | 2009 | World Darts Championship | Phil Taylor           | 1-7   | Sets    | £ 60.000    |
| Runner-up | 4.  | 2009 | Las Vegas Desert Classic | Phil Taylor           | 11-13 | Legs    | £ 15.000    |
| Runner-up | 5.  | 2009 | World Grand Prix         | Phil Taylor           | 3-6   | Sets    | £ 40.000    |
| Runner-up | 6.  | 2010 | World Matchplay          | Phil Taylor           | 12-18 | Sets    | Onbekend    |
| Winnaar   | 5.  | 2012 | Grand Slam of Darts      | Michael van Gerwen    | 16-14 | Legs    | £ 100.000   |
| Winnaar   | 6.  | 2014 | Premier League Darts     | Michael van Gerwen    | 10-6  | Legs    | £ 150.000   |
| Runner-up | 7.  | 2015 | The Masters              | Michael van Gerwen    | 6-11  | Legs    | £ 25.000    |
| Runner-up | 8.  | 2018 | The Masters              | Michael van Gerwen    | 9-11  | Legs    | £ 25.000    |

## Gespeelde WK-finales

#### Embassy/Lakeside BDO World Championship
- 1995 Richie Burnett - Raymond van Barneveld 6 - 3 ('best of 11 sets')

setstanden: 1-3, 3-2, 3-1, 3-2, 1-3, 2-3, 3-1, 3-2, 3-2
- 1998 Raymond van Barneveld - Richie Burnett 6 - 5 ('best of 11 sets')

setstanden: 3-1, 3-2, 0-3, 1-3, 3-2, 2-3, 2-3, 3-2, 3-0, 1-3, 4-2
- 1999 Raymond van Barneveld - Ronnie Baxter 6 - 5 ('best of 11 sets')

setstanden: 1-3, 1-3, 3-0, 2-3, 3-1, 3-2, 3-1, 0-3, 0-3, 3-0, 4-2
- 2003 Raymond van Barneveld - Ritchie Davies 6 - 3 ('best of 11 sets')

setstanden: 3-1, 3-2, 3-2, 3-2, 1-3, 2-3, 0-3, 3-2, 3-1
- 2005 Raymond van Barneveld - Martin Adams 6 - 2 ('best of 11 sets')

setstanden: 2-3, 3-1, 3-1, 3-0, 3-2, 3-0, 0-3, 3-1
- 2006 Jelle Klaasen - Raymond van Barneveld 7 - 5 ('best of 13 sets')

setstanden: 3-1, 3-2, 0-3, 0-3, 3-2, 1-3, 2-3, 3-0, 3-0, 2-3, 3-2, 3-1

#### WDF World Cup
- 1997 Raymond van Barneveld - Peter Hinkley 4 - 2 ('best of 7 legs')

legstanden: 1-0, 1-1, 2-1, 3-1, 3-2, 4-2
- 1999 Raymond van Barneveld - Warren Parry 4 - 1 ('best of 7 legs')

legstanden: 1-0, 2-0, 3-0, 3-1, 4-1
- 2003 Raymond van Barneveld - Ritchie Davies 4 - 3 ('best of 7 legs')

legstanden: 1-0, 2-0, 3-0, 3-1, 3-2, 3-3, 4-3

#### Ladbrokes.com PDC World Championship
- 2007 Raymond van Barneveld - Phil Taylor 7 - 6 ('best of 13 sets')

setstanden: 0-3, 0-3, 1-3, 3-0, 3-2, 0-3, 3-0, 2-3, 3-0, 3-1, 3-2, 2-3, 6-5
- 2009 Phil Taylor - Raymond van Barneveld 7 - 1 ('best of 13 sets')

setstanden: 3-0, 3-0, 2-3, 3-2, 3-2, 3-2, 3-1, 3-2

## Koppels Internationaal
- Open Nederland met Tony David (AUS): 2003
- Open Finland met Mervyn King (ENG): 1999, 2003
- Open Zwitserland met Tony David (AUS): 2003
- Open Zweden met Tony David (AUS): 2003
- Dutch Open met Co Stompé: 2002
- Open Noorwegen met Vincent van der Voort: 2002
- Open Zweden met Jean Paul van Acker: 2001
- Open Denemarken met Martin Adams (ENG): 2000
- Open Canada met Co Stompé: 1998
- Open Nederland met Co Stompé: 1997
- Open België met Co Stompé: 1997
- Open Denemarken met Co Stompé: 1997
- Open Zweden met Roland Scholten: 1996
- Open Duitsland met Roland Scholten: 1994, 1995
- Open Duitsland met Rick Daniels: 1991
- Open Zwitserland met Steve Brown (ENG): 1991

## Individuele prestaties nationaal
- Dutch Open: 2001, 2004, 2006
- Nederlands kampioen gesloten Nederland: 1994, 1995, 1996, 1999, 2001, 2004
- Nederlands rankingkampioen: 1994-1995, 1995-1996, 1996-1997, 1997-1998, 2000-2001, 2001-2002, 2003-2004
- Open Friesland: 2000, 2004
- Open Amsterdam: 2001, 2002, 2004
- Open Almere: 2004
- Open Rivierenland: 2004
- Open Roosendaal: 2003
- Open Delft: 2003
- Open Zeeland: 2003
- Open Stedendriehoek: 2003
- Open Haaglanden: 2003
- Open Kempen: 2001, 2003
- Open Den Haag: 1997, 2003
- Open Bollenstreek: 2002
- Open Zuidhage: 2002
- Open Peelland: 2002
- Open Brabant: 2001
- Open Midden Nederland: 2001
- Open Noord-Holland-Noord: 1997, 2000
- Open Stedendriehoek: 2000
- Open Kennemerland: 2000
- Open Westland: 1998
- Open Salland: 1997

## Individuele prestaties PDC (chronologisch)
- 9-darter: Premier League Darts 2006
- Budweiser UK Open Midlands Regional Final: 2006
- PDPA Players Championship Isle of Wight: 2006
- Budweiser UK Open Irish Regional Final: 2006
- Budweiser Scottish UK Open Regional Final: 2006
- UK Open: 2006

- PDC World Darts Championship: 2007
- UK Open North-East Regional Final: 2007
- Stan James Players Championship: 2007
- Masters Of Darts: 2007
- Players Championship: 2007
- World Darts Challenge: 2007 (met John Kuczynski)
- UK Open: 2007
- PDPA Players Championship Las Vegas: 2007
- Las Vegas Desert Classic: 2007
- Welsh Players Championship: 2007
- 9-darter: 2007

- Nr. 1 van de Wereld PDC-wereldranking: januari - juni 2008
- Open Holland Masters: 2008

- 9-darter: PDC World Darts Championship 2009

- 9-darter: PDC World Darts Championship 2010
- World Cup of Darts, samen met Co Stompé: 2010

- Player Championship Derby: 2011

- Premier League Darts: 2014

- Hong Kong Darts Masters: 2015

## Beste prestaties met het Nederlands team (chronologisch)
- Goud WK Darts Perth (Australië) koppels (met Vincent van der Voort): 2005
- Goud WK Darts Perth (Australië) algemeen klassement (Van Barneveld / Van der Voort / Van Dijk / De Ruiter): 2005
- Brons WK Darts Perth (Australië) teamevenement (Van Barneveld / Van der Voort / Van Dijk / De Ruiter): 2005
- Goud EK Darts Tampere (Finland) individueel: 2004
- Goud EK Darts Tampere (Finland) koppels (met Vincent van der Voort): 2004
- Goud EK Darts Tampere (Finland) algemeen klassement (Van Barneveld / Van der Voort / Robbe / Van Dijk): 2004
- Goud WK Darts Épinal (Frankrijk) individueel: 2003
- Zilver WK Darts Épinal (Frankrijk) teamevenement (Van Barneveld / Stompé / Van der Voort / Essers): 2003
- Zilver WK Darts Épinal (Frankrijk) algemeen klassement (Van Barneveld / Stompé / Van der Voort / Essers): 2003
- Brons WK Darts Épinal (Frankrijk) koppels (met Co Stompé): 2003
- Goud Springcup algemeen klassement: 2002
- Zilver EK Darts België teamevenement (Van Barneveld / Stompé / Van der Voort / Essers): 2002
- Brons EK Darts België koppels (met Co Stompé): 2002
- Brons EK Darts België algemeen klassement (Van Barneveld / Stompé / Van der Voort / Essers): 2002
- Goud Springcup algemeen klassement: 2001
- Brons WK Darts Kuala Lumpur (Maleisië) teamevenement (Van Barneveld / Stompé / Van der Voort / Tak): 2001
- Goud Springcup algemeen klassement: 2000
- Goud EK Darts Nederland koppels (met Co Stompé): 2000
- Zilver EK Darts Nederland teamevenement (Van Barneveld / Stompé / Moen / Harmsen): 2000
- Zilver EK Darts Nederland algemeen klassement (Van Barneveld / Stompé / Moen / Harmsen): 2000
- Goud Springcup algemeen klassement: 1999
- Goud WK Darts Durban (Zuid-Afrika) individueel: 1999
- Brons WK Darts Durban (Zuid-Afrika) teamevenement (Van Barneveld / Stompé / Vlaardingerbroek / Harmsen): 1999
- Brons WK Darts Durban (Zuid-Afrika) algemeen klassement (Van Barneveld / Stompé / Vlaardingerbroek / Harmsen): 1999
- Goud WK Darts Perth (Australië) individueel: 1997
- Brons WK Darts Perth (Australië) teamevenement (Van Barneveld / Stompé / Scholten / Stok): 1997
- Brons WK Darts Perth (Australië) algemeen klassement (Van Barneveld / Stompé / Scholten / Stok): 1997
- Zilver EK Darts Ierland koppels (met Braulio Roncero): 1996
- Brons EK Darts Ierland teamevenement (Van Barneveld / Stompé / Scholten / Roncero): 1996
- Brons EK Darts Ierland algemeen klassement (Van Barneveld / Stompé / Scholten / Roncero): 1996
- Zilver WK Darts Las Vegas (USA) koppels (met Roland Scholten): 1993
- Brons WK Darts Las Vegas (USA) teamevenement (Van Barneveld / Samuels / Stompé / Scholten): 1993
- Brons WK Darts Las Vegas (USA) algemeen klassement (Van Barneveld / Samuels / Stompé / Scholten): 1993
- Goud Springcup individueel: 1991

## Onderscheidingen
- PDC Beste vloerspeler: 2007
- Lid van de PDC Nine Dart Club Gouden Speldje: 2007
- Lid van de PDC Nine Dart Club Zilveren Speldje: 2006
- PDC Speler van het Jaar (gekozen door de fans): 2006
- PDC Beste Nieuwkomer van het Jaar: 2006
- Ridder in de Orde van Oranje-Nassau: 1999
- Ereburger van Den Haag: 1999
- Haagse Publieksprijs: 2004
- I.D.P.A. Leighton Rees Men's Player of the Year Award: 2003
- Haaglanden Sportprijs: 1998, 1999
- Haagsche Sportprijs: 1997, 1998
- B.D.O. Personality Award: 1998

## Resultaten op wereldkampioenschappen

### BDO
- 1991: Laatste 32 (verloren van Keith Sullivan met 0-3)
- 1993: Laatste 16 (verloren van John Lowe met 2-3)
- 1995: Runner-up (verloren van Richie Burnett met 3-6)
- 1996: Laatste 16 (verloren van Matt Clark met 1-3)
- 1997: Laatste 16 (verloren van Les Wallace met 2-3)
- 1998: Winnaar (gewonnen in de finale van Richie Burnett met 6-5)
- 1999: Winnaar (gewonnen in de finale van Ronnie Baxter met 6-5)
- 2000: Laatste 32 (verloren van Chris Mason met 1-3)
- 2001: Kwartfinale (verloren van Ted Hankey met 4-5)
- 2002: Kwartfinale (verloren van Mervyn King met 3-5)
- 2003: Winnaar (gewonnen in de finale van Ritchie Davies met 6-3)
- 2004: Halve finale (verloren van Andy Fordham met 4-5)
- 2005: Winnaar (gewonnen in de finale van Martin Adams met 6-2)
- 2006: Runner-up (verloren van Jelle Klaasen met 5-7)

### WDF

#### World Cup
- 1991: Laatste 32 (verloren van Aulis Nissinen met 3-4)
- 1993: Laatste 32 (verloren van Ronnie Baxter met 3-4)
- 1995: Laatste 128 (verloren van Godwin Cesareo met 0-4)
- 1997: Winnaar (gewonnen in de finale van Peter Hinkley met 4-2)
- 1999: Winnaar (gewonnen in de finale van Warren Parry met 4-1)
- 2001: Laatste 16 (verloren van Magnus Caris met 3-4)
- 2003: Winnaar (gewonnen in de finale van Ritchie Davies met 4-3)
- 2005: Laatste 16 (verloren van Mervyn King met 2-4)

### PDC
- 2007: Winnaar (gewonnen in de finale van Phil Taylor met 7-6)
- 2008: Laatste 16 (verloren van Kevin Painter met 2-4)
- 2009: Runner-up (verloren van Phil Taylor met 1-7)
- 2010: Halve finale (verloren van Simon Whitlock met 5-6)
- 2011: Kwartfinale (verloren van Gary Anderson met 1-5)
- 2012: Laatste 64 (verloren van James Richardson met 0-3)
- 2013: Halve finale (verloren van Phil Taylor met 4-6)
- 2014: Laatste 16 (verloren van Mark Webster met 3-4)
- 2015: Halve finale (verloren van Phil Taylor met 2-6)
- 2016: Halve finale (verloren van Adrian Lewis met 3-6)
- 2017: Halve finale (verloren van Michael van Gerwen met 2-6)
- 2018: Kwartfinale (verloren van Michael van Gerwen met 4-5)
- 2019: Laatste 64 (verloren van Darius Labanauskas met 2-3)
- 2020: Laatste 96 (verloren van Darin Young met 1-3)
- 2022: Laatste 64 (verloren van Rob Cross met 1-3)
- 2023: Laatste 32 (verloren van Gerwyn Price met 0-4)
- 2024: Laatste 16 (verloren van Luke Littler met 1-4)
- 2025: Laatste 64 (verloren van Nick Kenny met 1-3)

## Resultaten op de World Matchplay
- 2007: Kwartfinale (verloren van Adrian Lewis met 14-16)
- 2008: Kwartfinale (verloren van Wayne Mardle met 16-18)
- 2009: Kwartfinale (verloren van Terry Jenkins met 12-16)
- 2010: Runner-up (verloren van Phil Taylor met 12-18)
- 2011: Kwartfinale (verloren van James Wade met 11-16)
- 2012: Laatste 16 (verloren van Terry Jenkins met 10-13)
- 2013: Laatste 16 (verloren van Justin Pipe met 9-13)
- 2014: Laatste 16 (verloren van Simon Whitlock met 8-13)
- 2015: Laatste 32 (verloren van Andy Hamilton met 7-10)
- 2016: Laatste 32 (verloren van Brendan Dolan met 7-10)
- 2017: Laatste 16 (verloren van Phil Taylor met 3-11)
- 2018: Laatste 16 (verloren van Gary Anderson met 9-11)
- 2023: Laatste 32 (verloren van Ryan Searle met 4-10)
- 2024: Laatste 32 (verloren van Jonny Clayton met 7-10)
- 2025: Laatste 32 (verloren van Michael van Gerwen met 6-10)

## Trivia
- In het dartsprofcircuit is het gebruikelijk dat een speler een bijnaam uitkiest. Van Barneveld koos Barney. Deze bijnaam had Van Barneveld al lang voordat hij darter werd. Vanwege zijn achternaam noemden vrienden hem vaak Barney.
- Hij is een van acht darters (samen met Eric Bristow, Adrian Lewis, Gary Anderson, Glen Durrant, Trina Gulliver, Lisa Ashton en Mikuru Suzuki) die hun eerste wereldtitel succesvol wisten te verdedigen.
- Kenmerkend voor hem is zijn pose na een gewonnen wedstrijd: dit betreft de zogenaamde "quickening", geïnspireerd op de gelijknamige houding die in de film Highlander II: The Quickening gebezigd wordt. Van Barneveld introduceerde dit gebaar na het overlijden van z'n goede vriend en vaste mastercaller Albert Vroegop. Bij het omhoog kijken denkt hij even terug aan Albert.
- Hij is de enige speler die het officieuze wereldkampioenschap van de BDO (Lakeside), het officiële wereldkampioenschap van de WDF (World Cup Singles) én het officieuze wereldkampioenschap van de Professional Darts Corporation (PDC) heeft gewonnen. Phil Taylor, John Part en Dennis Priestley wonnen zowel de Lakeside als het PDC WK, maar nooit de World Cup Singles. Eric Bristow, John Lowe, Leighton Rees en Mark Webster wonnen zowel de Lakeside als de World Cup Singles, maar nooit het wereldkampioenschap van de PDC.
- Van Barneveld komt voor in een single uit 2017 van rapper Donnie, genaamd 180 Linkerbaan.[102]
- In november 2018 werd bekendgemaakt door Van Barneveld zelf dat hij onmiddellijk na het WK van 2020, dit wil zeggen begin januari van dat jaar, zou stoppen met professioneel darts.[103]
- Hij heeft een bijrol in het Suske en Wiske-album De formidabele fantast uit 2005. Hij gooit tijdens een training een dartpijltje in de schedel van Hippoliet die Professor Barabas heeft gevonden bij opgravingen op Mont Noir en wordt daarna weggejaagd door Lambik.

## Televisieoptredens
- Op 28 januari 2000 was Van Barneveld te gast in Dit was het nieuws. Hij zat in het team van Raoul Heertje.
- In 2020 was Van Barneveld te zien in het tv-programma Het perfecte plaatje, waarin een groep bekende Nederlanders aan de hand van verschillende opdrachten uitvecht wie de beste fotograaf is. Van Barneveld eindigde als zevende. Later keerde hij nog terug om gefotografeerd te worden door mede-kandidaat Stefano Keizers.
- In 2022 was Van Barneveld te zien in het televisieprogramma Marble Mania. Hij streed in diverse knikkerspellen tegen mededarters Michael van Gerwen en Vincent van der Voort.[104]
- In 2023 was Van Barneveld te zien als figurant in een reclame voor het merk Chocomel. Hij speelde een bouwvakker in een kruiwagen die een slok nam van zijn Chocomel-drankje.[105]